# Piotr Szulkin

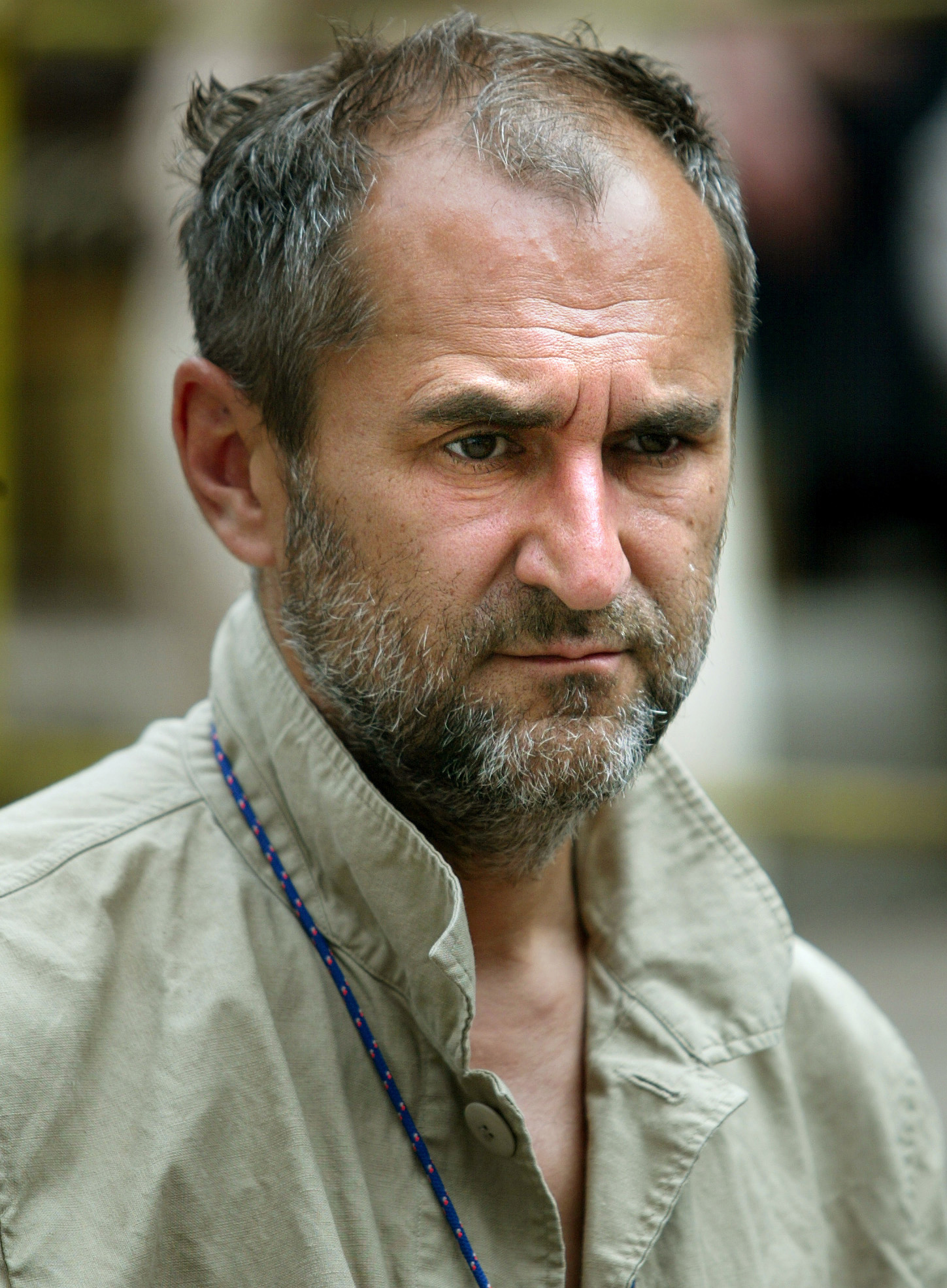
Piotr Szulkin

Piotr Szulkin (Gdańsk, 26 april 1950 – Warschau, 5 augustus 2018) was een Poolse filmregisseur, acteur en schrijver. Hij regisseerde ruim dertig films en ontving ongeveer vijftig internationale en Poolse filmprijzen voor zijn werk. In 1984 won hij de Eurcon-award voor "Beste Sciencefinction Filmregisseur". Szulkins films hebben vaak als genre sciencefiction, en politiek speelt vaak ook een grote rol.
Naast regisseren was Szulkin ook een docent op een grote filmschool in Polen, gelegen in Łódź.

## Filmografie

### Regisseur
- 1975 Dziewce z ciortom
- 1977 Oczy uroczne
- 1978 Kobiety pracujące
- 1979 Golem (film)
- 1981 Wojna światów - Następne stulecie
- 1984 O-Bi, O-Ba. Koniec cywilizacji
- 1985 Ga, Ga. Chwała bohaterom
- 1990 Femina
- 1993 Mięso (Ironica)
- 2003 Ubu Król

### Scriptschrijver
- 1972 Raz, dwa, trzy
- 1972 Wszystko
- 1974 Przed kamerą SBB
- 1975 Zespół SBB
- 1975 Narodziny
- 1976 Życie codzienne
- 1977 Oczy uroczne
- 1979 Golem
- 1981 Wojna światów - Następne stulecie
- 1984 O-Bi, O-Ba. Koniec cywilizacji
- 1985 Ga, Ga. Chwała bohaterom
- 1993 Mięso (Ironica)
- 2003 Ubu Król

### Acteur
- 1978 Szpital przemienienia (als Jakub)
- 1986 Kołysanka (Lullaby, A (The Lullabye)
- 1989 Lawa jako Diabeł I
- 1992 Kiedy rozum śpi